# A Nice Indian Boy
A Nice Indian Boy è un film del 2024 diretto da Roshan Sethi.
Il film è l'adattamento cinematografico dell'omonima commedia teatrale di Madhuri Shekar. 

## Trama
Quando il figlio Naveen porta a casa il fidanzato, i genitori Megha e Archit Gavaskar restano sconvolti: sapevano che il figlio fosse gay, ma non che frequentasse un uomo caucasico.

## Produzione
Le riprese principali si sono svolte a Vancouver nel giugno 2023.

## Promozione
Il primo trailer è stato pubblicato il 5 marzo 2025.

## Distribuzione
Dopo essere stato presentato in anteprima mondiale al South by Southwest nel marzo 2024, il film è stato distribuito nelle sale statunitensi il 4 aprile 2025.

## Accoglienza
Il film è stato accolto positivamente dalla critica. L'aggregatore di recensioni Rotten Tomatoes riporta un indice di gradimento del 100%.